# ムジェリア
ムジェリア(Moudjeria)は、モーリタニア中南部のタガント州の町及びコミューン。
夏季は世界でも有数の高温であり、容易に摂氏55度 (華氏131度)を記録する。

## 交通

### 空港
レトフォタル空港が供用されている。